# Constant Martiny
 (mars 2021).
La mise en forme du texte ne suit pas les recommandations de Wikipédia : il faut le « wikifier ».
Les points d'amélioration suivants sont les cas les plus fréquents :
- Les titres sont pré-formatés par le logiciel. Ils ne sont ni en capitales, ni en gras.
- Le texte ne doit pas être écrit en capitales (les noms de famille non plus), ni en gras, ni en italique, ni en « petit »…
- Le gras n'est utilisé que pour surligner le titre de l'article dans l'introduction, une seule fois.
- L'italique est rarement utilisé : mots en langue étrangère, titres d'œuvres, noms de bateaux, etc.
- Les citations ne sont pas en italique mais en corps de texte normal. Elles sont entourées par des guillemets français : « et ».
- Les listes à puces sont à éviter, des paragraphes rédigés étant largement préférés. Les tableaux sont à réserver à la présentation de données structurées (résultats, etc.).
- Les appels de note de bas de page (petits chiffres en exposant, introduits par l'outil «  Source ») sont à placer entre la fin de phrase et le point final[comme ça].
- Les liens internes (vers d'autres articles de Wikipédia) sont à choisir avec parcimonie. Créez des liens vers des articles approfondissant le sujet. Les termes génériques sans rapport avec le sujet sont à éviter, ainsi que les répétitions de liens vers un même terme.
- Les liens externes sont à placer uniquement dans une section « Liens externes », à la fin de l'article. Ces liens sont à choisir avec parcimonie suivant les règles définies. Si un lien sert de source à l'article, son insertion dans le texte est à faire par les notes de bas de page.
- La présentation des références doit suivre les conventions bibliographiques. Il est recommandé d'utiliser les modèles {{Ouvrage}}, {{Chapitre}}, {{Article}}, {{Lien web}} et/ou {{Bibliographie}}. Le mode d'édition visuel peut mettre en forme automatiquement les références.
- Insérer une infobox (cadre d'informations à droite) n'est pas obligatoire pour parachever la mise en page.

Pour une aide détaillée, merci de consulter Aide:Wikification.
Si vous pensez que ces points ont été résolus, vous pouvez retirer ce bandeau et améliorer la mise en forme d'un autre article.
Constant Martiny, né à Houffalize le 16 février 1888 et mort à Berlin le 26 août 1942, est un des premiers agents du renseignement belge et un des premiers membres de la Résistance belge,,. À titre posthume, Martiny a été fait chevalier de l'Ordre de Léopold.

## Biographie
Constant Martiny était le fils d'un tailleur, Jules Alexis Martiny. À la fin de ses études primaires, il a obtenu un emploi de commis des postes. Plus tard, Martiny a été employé comme fonctionnaire au sein de l'administration aéronautique civile belge qui était dirigée par le colonel Joseph Daumerie. Martiny a épousé Anne Marie Irène Tinant (dite Irène) en 1912 et ils ont eu sept enfants.

### Seconde Guerre mondiale
En 1940, pendant la première partie de la Seconde Guerre mondiale, Martiny a été évacué en Angleterre dans le cadre de l'administration aéronautique civile belge,. Après avoir pris contact avec des membres du British Special Operations Executive et une brève formation, Martiny est parachuté en Belgique avec Edmond Desnerck le 12 octobre 1940. Il avait pour mission de créer un réseau de renseignement belgo-britannique au service du gouvernement belge en exilé,. Martiny a co-fondé avec le colonel Joseph Daumerie le réseau de renseignement Martiny-Daumerie (plus tard le réseau Martiny-Daumerie-Cleempoel), qui était actif pendant 1940-1941 et avait, à la fois, environ 300 agents. Le réseau comprenait la femme de Martiny, Irène, sa fille, Marie Louise Elias-Martiny et son mari, René Elias.
Le 13 mai 1941, Martiny a été capturé par les Allemands lors de transmissions radio clandestines. Les documents saisis à l'époque ont contribué à l'arrestation et au procès supplémentaires de 22 personnes connectées au réseau étendu Martiny-Daumerie, dont une infirmière de 22 ans, Suzanne Vervalcke et Irène. 10 membres ont été incarcérés à la prison de Saint-Gilles puis transférés à la prison de Moabit, Lehrter Strasse, Berlin. Après un procès, les agents de réseau suivants ont été exécutés en 1942,:
- Le colonel Joseph Daumerie
- Constant Martiny[14]
- Rene Elias[12]
- Edgard Cleempoel[12]
- Jules Doudelet[12]
- Radio Operator Louis Fermeus[15]
- Gilbert Beckers[12]
- François Verbelen[6]
- Marcel Legrain[6]
- Jules André[6]

## Distinctions posthumes
- « capitaine A.R.A. » (Agent de Renseignement et d'Action).
- Croix de chevalier de l'Ordre de Léopold avec palme et
- Croix de Guerre 1940 avec palme avec la citation suivante : « Lors de son arrivée en Grande-Bretagne, s'est offert spontanément pour accomplir une mission spéciale en territoire occupé où il fut parachuté dès 1941. A montré de grandes qualités de courage et un mépris souverain du danger. Arrêté par l'ennemi, a été fusillé le 26 août 1942, victime de son ardent patriotisme. »
- Médaille commémorative de la guerre 1940-1945.
- Médaille de la Résistance.
- King's Medal for Courage.